# HMS Sheffield (D80)
HMS Sheffield (D80) byl raketový torpédoborec Typu 42 Batch I britského královského námořnictva. Postaven v letech 1970 až 1975 byl první jednotkou ve své třídě (proto též někdy třída Sheffield) a druhou jednotkou toho jména v Royal Navy. Po zařazení do služby v roce 1975 se podílel na testech protivzdušného systému Sea Dart.
Byl součástí Task Force 317, která byla v dubnu 1982 – během války o Falklandy – vyslána k Falklandským ostrovům. Dne 4. května 1982 byl na předsunutém protiletadlovém stanovišti zasažen jednou ze dvou protilodních střel AM.39 Exocet, které proti britským lodím vypustila dvojice argentinských námořních letounů Super Étendard. Exocet vyvolal rozsáhlý požár a vyhořelý Sheffield se 10. května potopil. Pro Royal Navy to byla první válečná loď ztracená v boji od druhé světové války.

## Popis
Jako první jednotka ve své třídě byl Sheffield vybaven „Mickey Mousovýma ušima“ po stranách horní části komína – tzv. „Loxton bends“. Tyto kouřové deflektory měly odvádět horké spaliny z plynových turbín Rolls-Royce Olympus do stran, aby spaliny nepoškozovaly antény nad komínem. Toto řešení ale představovalo ideální cíl pro tepelně naváděné (IR) protilodní střely a tak se od „Loxton bends“ u dalších britských jednotek upustilo. Nesl je pouze Sheffield a oba argentinské torpédoborce ARA Hércules a ARA Santísima Trinidad. Sheffield byl také jedinou jednotkou své třídy, která nenesla dvojici protiponorkových torpédometů STWS II.

## Stavba a cvičné plavby

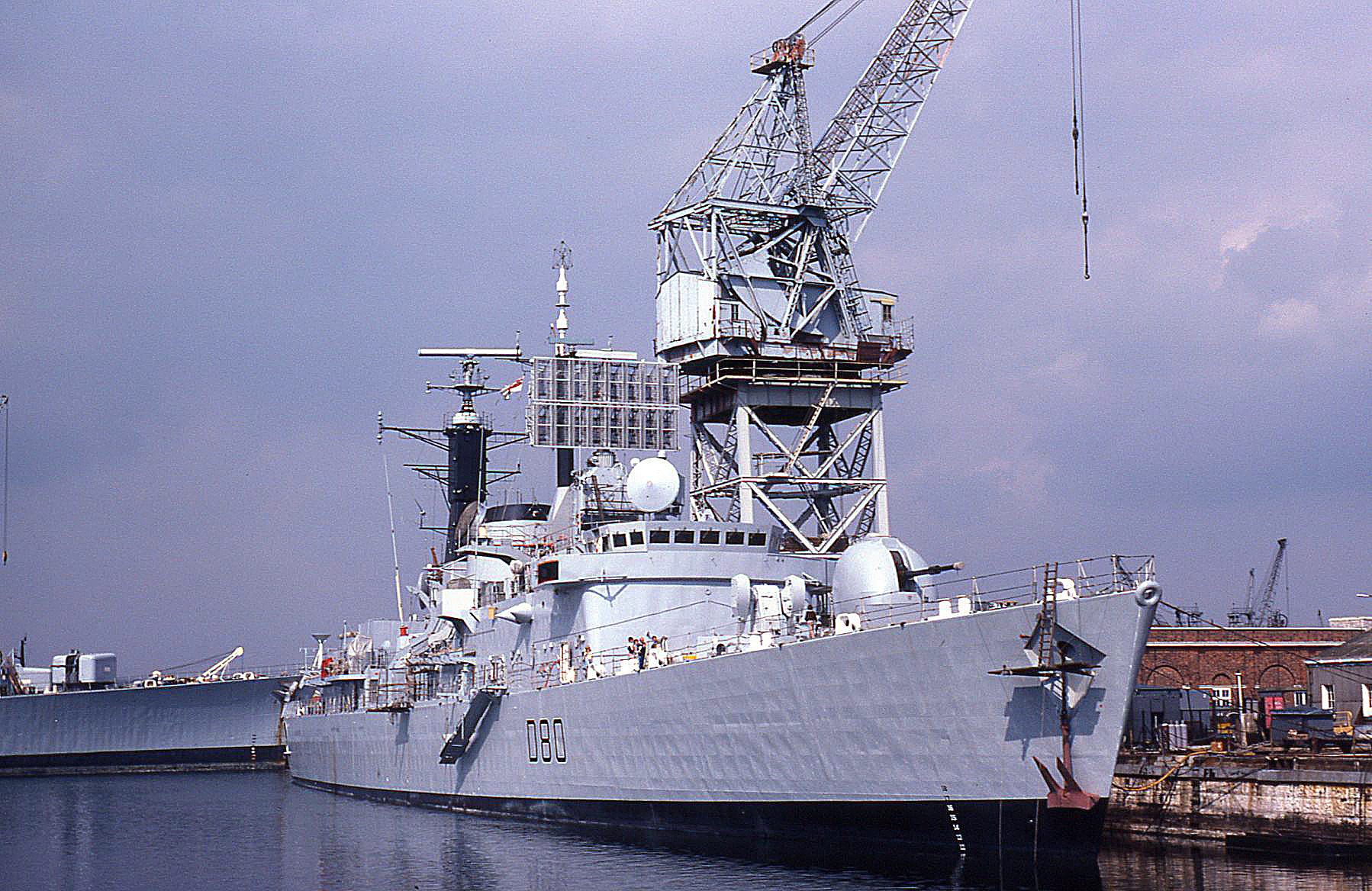
Sheffield v Portsmouthu na „Dnech námořnictva“ (Navy Days) 30. srpna 1980. Přední i zadní radar typu 909 je bez ochranného krytu

Stavba budoucí HMS Sheffield byla objednána v roce 1968 a kýl byl položen 15. ledna 1970 v loděnici Vickers Shipbuilding and Engineering v Barrow-in-Furness. V pátek 30. dubna 1971 došlo na stavbě k explozi, která zabila dva dělníky. Trup byl spuštěn na vodu a pokřtěn Alžbětou II. dne 10. června 1971.
Oproti původní odhadované ceně £12 000 000 z července 1967 se konečná cena stavby vyšplhala na £23 200 000.
Jako první jednotka své třídy strávil Sheffield první roky testováním nových systémů a raketového protivzdušného systému Sea Dart. Mimo jiné proto, že HMS Bristol – jediná jednotka Typu 82 – trpěl koncem 70. let problémy s pohonným systémem a proto nemohl být naplno využit jako testovací platforma pro Sea Dart. V roce 1976 se novým kapitánem stal Captain (~ kapitán) John Forster „Sandy“ Woodward – budoucí velitel Task Group 317.8 u Falkland. Woodward velel Sheffieldu až do roku 1977.
Bojové způsobilosti dosáhl Sheffield v roce 1980 se systémem Sea Dart a pouze částečnou instalací systému pro radiotechnický průzkum UAA-1 Abbey Hill.
Po rekonstrukci počátkem 80. let byly zjištěny problémy se střeleckým radarem Type 909 pro střely Sea Dart. Loď také nenesla žádné rušiče pro elektronický boj.

## Služba

### Cvičení
V červnu 1981 se Sheffield zúčastnil cvičení Roebuck, během kterého odpálil pět střel Sea Dart. Po cvičení Ocean Safari vyplul v listopadu 1981, aby hlídkoval v Indickém oceánu a Perském zálivu.
Během údržby v keňské Mombase se 26. ledna 1982 novým kapitánem stal James „Sam“ Salt. Salt, který předtím sloužil na ponorkách, i jeho první důstojník (který byl pozorovatel v protiponorkovém vrtulníku), měli malé nebo irelevantní zkušenosti se službou na hladinových plavidlech a malou zkušenost s protiletadlovou obranou.
V březnu 1982 loď proplula Suezem do Středomoří, aby se zúčastnila cvičení Spring Train, které se konalo v březnu a dubnu v Atlantiku u Gibraltaru.

### Vyplutí k Falklandským ostrovům
V odpověď na argentinskou invazi na Falklandy dostal Sheffield v pátek 2. dubna 1982 rozkaz připojit se ke svazu Rear Admiral (~ kontradmirál) Woodwarda, který se formoval za účelem dobytí ostrovů zpět. Lodě v Gibraltaru, které se neúčastnily první vlny, předaly postradatelné zásoby lodím první vlny – Sheffield tak převzal zásoby z fregaty HMS Active. Přesun materiálu zajišťovaly palubní vrtulníky. Byla naložena munice a zásoby a vyloženy zbytné artefakty. Všechny koberce byly odstraněny – kromě těch na první palubě a výš (ty následně přispěly k požáru). Jako prvek rychlé identifikace – aby se zabránilo záměně s argentinskými Hércules a Santísima Trinidad – byl na boky a komín přidán černý vertikální pruh. Identifikační číslo „D80“ na bocích bylo odstraněno a na střeše můstku byl Union Jack.
Do jižního Atlantiku Sheffield vyplul 10. dubna a 14. dubna doplul, spolu s fregatami HMS Arrow a HMS Brilliant a sesterskými torpédoborci HMS Coventry a HMS Glasgow, na ostrov Ascension, kde se k nim následně přidal tanker RFA Appleleaf. Společně se přidaly k dalším plavidlům Task Force 317, které zahájily operace v Total Exclusion Zone (TEZ ~ Úplně uzavřená zóna) kolem Falklandských ostrovů v sobotu 1. května 1982.
Britská doktrína počítala s tím, že každé plavidlo Royal Navy, které bude mít podezření, že je cílem raketového útoku, se otočí přídí ke směru útoku, zrychlí na maximální rychlost a odpálí klamné radarové cíle (chaff), aby nebylo snadným cílem. Domluveným signálem pro tuto akci bylo kódové slovo „Handbrake“ (~ ruční brzda), které měla každá loď vyslat v okamžiku, když detekovala ozáření radarem Super E Agave argentinských  letounů Super Étendard. Task Force 317 se více obávala útoku argentinských ponorek typu 209, než leteckého útoku. Po potopení křižníku ARA General Belgrano nařídil kapitán „Sam“ Salt změnu kurzu každých 90 sekund jako protiopatření proti argentinským ponorkám.
Když jsem si přečetl signál, který nám sděloval, že Belgrano byl napaden a potopen, pamatuji si pocit jisté zkázy, neboť to znamenalo počátek skutečné války. Už byly nějaké výstřely, ale pro nás všechny potopení velké bitevní lodě (sic!) nebo křižníku znamenalo, že teď se bude střílet na velké lodě – tím myslím nás.
Lieutenant (~ poručík) Peter Walpole, HMS Sheffield

### Potopení
Není-li uvedeno jinak, jsou všechny časy uvedeny v UTC-3.

#### Argentinský útok

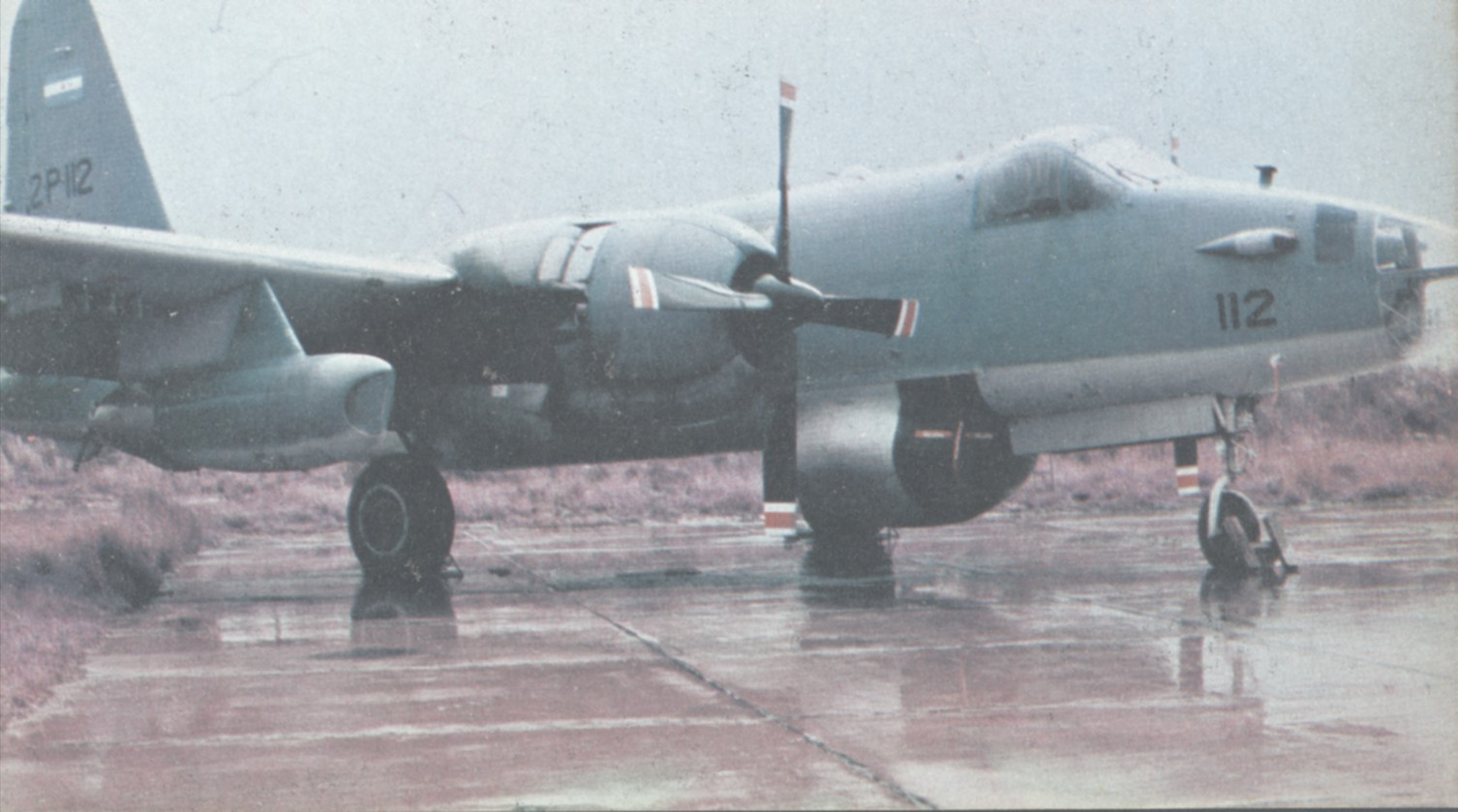
SP-2H Neptune 0708/2-P-112. Ráno 4. května posádku tvořili: pilot Corvette Captain (~ korvetní kapitán) Ernesto Proni Leston, operátor radaru Suboficial Segundo (~ námořní poddůstojník 1.třídy) José María Pernuzzi a operátor radiotechnického průzkumu Suboficial Mayor/Principal (~ praporčík/podpraporčík) Aníbal Sosa. Během války o Falklandy nesl kamufláž složenou z nepravidelných polí střední mořské šedé (BS381C/637) a šedozelené (BS381C/283) na horních a bočních plochách a světlé racčí šedé, či světlé letecké šedé (FS36622 nebo BS381C/627) na spodních plochách

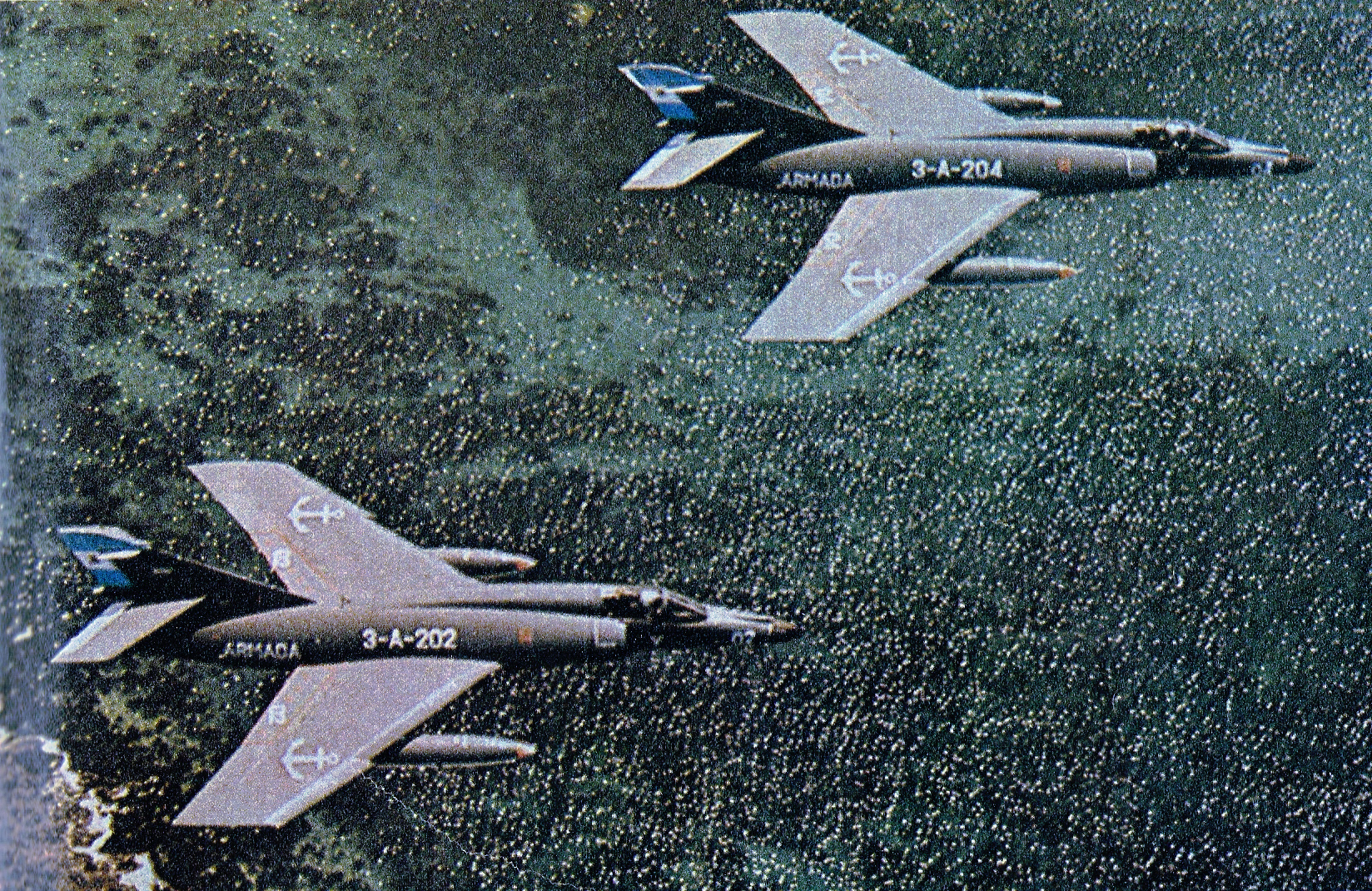
Dvojice argentinských Super Étendardtů s 1100l přídavnými nádržemi pod křídly za letu v roce 1982. Stroj 0752/3-A-202 pilotoval 4. května Capitán de Fragata (~ fregatní kapitán) Augusto Bedacarratz. Tento stroj se během války zúčastnil celkem čtyř misí: 4., 23., 25. a 30. května. Stroj 0754/3-A-204 se 25. května zúčastnil mise, která vedla k potopení SS Atlantic Conveyor

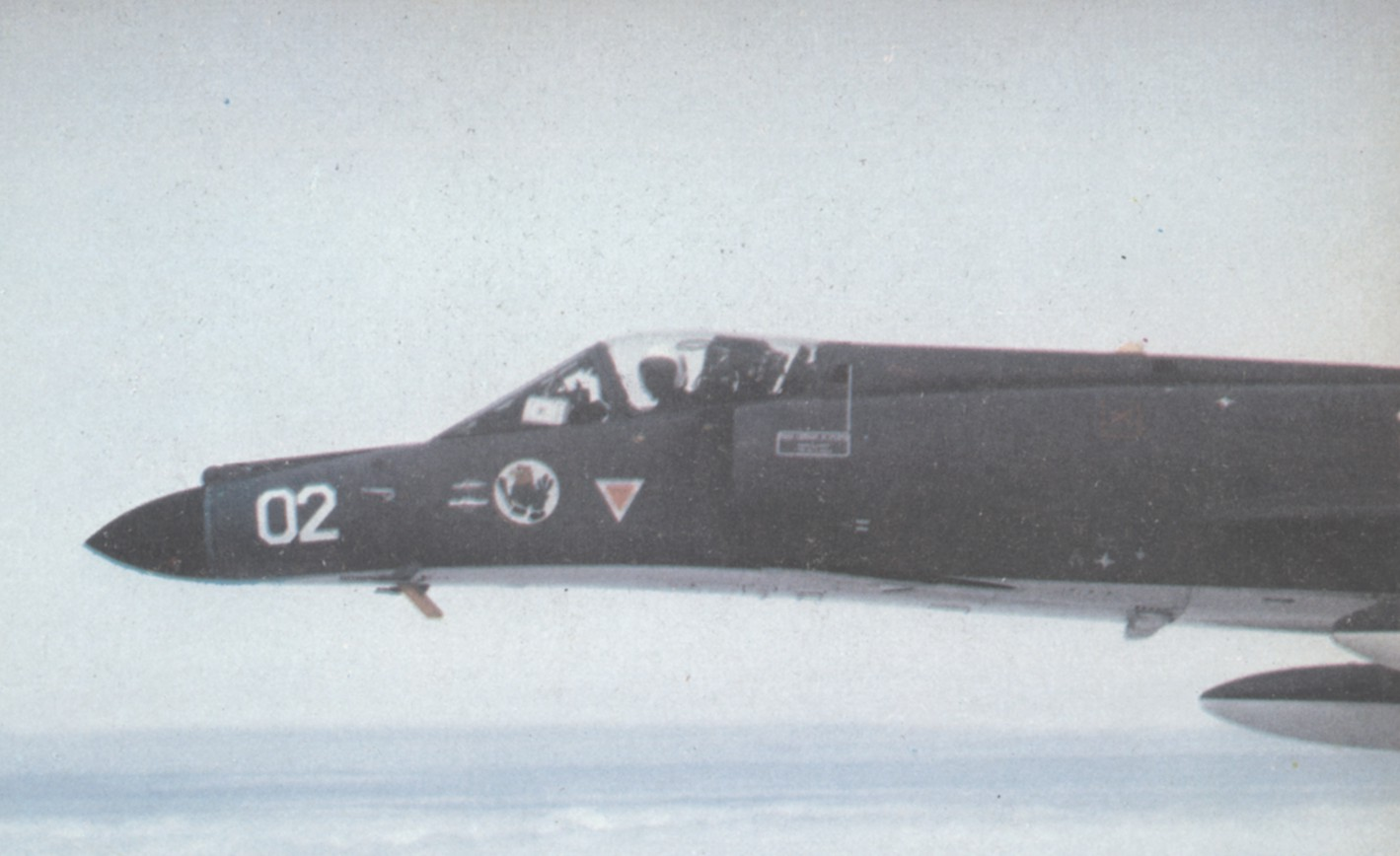
Příď Super Étendardu 0752/3-A-202 se siluetami Sheffieldu a Invincible jako symboly vítězství pod kabinou

V 5.07 ráno úterý 4. května 1982 odstartoval z Base Aeronaval (BAN ~ námořní letecká základna) Almirante Hermes Quijada u Río Grande průzkumný letoun SP-2H Neptune (0708/2-P-112) od Escuadrilla Aeronaval de Exploración (~ námořní letecká průzkumná eskadra) Argentinského námořního letectva. Postarší Neptune s volacím znakem „Mercurio“ pilotoval Capitán de Corbeta (~ korvetní kapitán) Ernesto Proni Leston. Neptune poprvé zaznamenal radarový kontakt v 7.10 (podle Zampiniho až 7.50), vypnul radar a následně zachytil signál radaru dlouhého dosahu Type 965, jak torpédoborec typu 42 pátral po zdroji radarového signálu. Neptune 2-P-112 zapnul radar AN/APS-20 podruhé v 8.14 na pozici 52°47′ j. š., 59°37′ z. d. a potřetí v 8.43, aby upřesnil pozici cíle. Poté se (podle Rivase) buď radar Neptunu porouchal nebo (podle Zampiniho) Neptune dostal nařízeno z velitelství přerušit kontakt do 10.00.
V 10.00 ale radar Neptunu nebyl provozuschopný a tak Neptune odeslal další report a aktualizaci cíle – „jeden velký a tři střední“ – až v 10.30.

## Operace Blackleg
Protože se Britové obávali špionáže ze strany Sovětů, vyslali k vraku Sheffieldu vojenské potápěče. Operace Blackleg se uskutečnila od října do listopadu 1982. Tým potápěčů pracoval pod vedením Mika Koonera z paluby plavidla MV Stena Seaspread. Mimo jiné se zaměřili na zbraňové systémy a další citlivé vybavení, tajné dokumenty, nebo kapitánův ceremoniální meč.